# Casa Rembler
Casa Rembler és una obra de Mollerussa (Pla d'Urgell) inclosa a l'Inventari del Patrimoni Arquitectònic de Catalunya.

## Descripció
Habitatge conservant l'antiga tipologia d'habitatge unifamiliar aïllada amb el comerç plegat, l'amo era tractant de cavalleries.
Portal d'entrada al pati de ferro forjat entre dues columnes decorades amb rajoles de colors i motius florals geomètrics.

## Història
El comerç de cavalls ha estat substituït pel de la maquinària.